# École supérieure des sciences commerciales d’Angers
École supérieure des sciences commerciales d'Angers (ESSCA) – europejska szkoła biznesowa posiadająca sześć kampusów: w Angers, Boulogne-Billancourt, Cholet, Lyonie, Bordeaux, Aix-en-Provence, Budapeszcie i Szanghaju. Założona w 1909. We Francji posiada status grande école.
W 2019 roku ESSCA uplasowała się na 76 miejscu pośród wszystkich szkół biznesowych w Europie.
Programy studiów realizowane przez ESSCA posiadają potrójną akredytację przyznaną przez AMBA, EQUIS oraz AACSB. Wśród najznamienitszych absolwentów tej uczelni znajdują się między innymi: Eryk Mistewicz, Dominique Schelcher i eurodeputowany Jean-Marie Beaupuy.